# 원명원

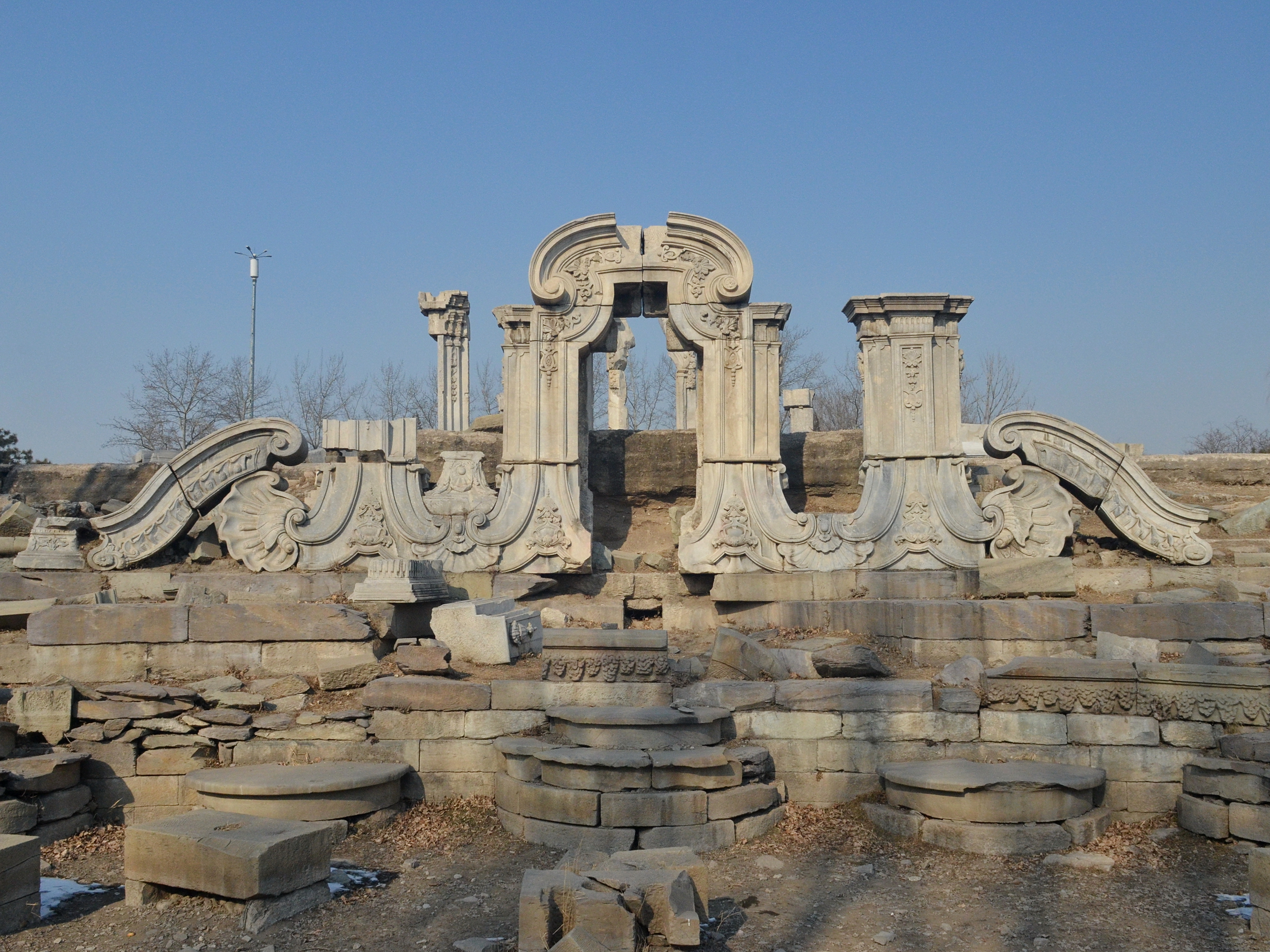
원명원

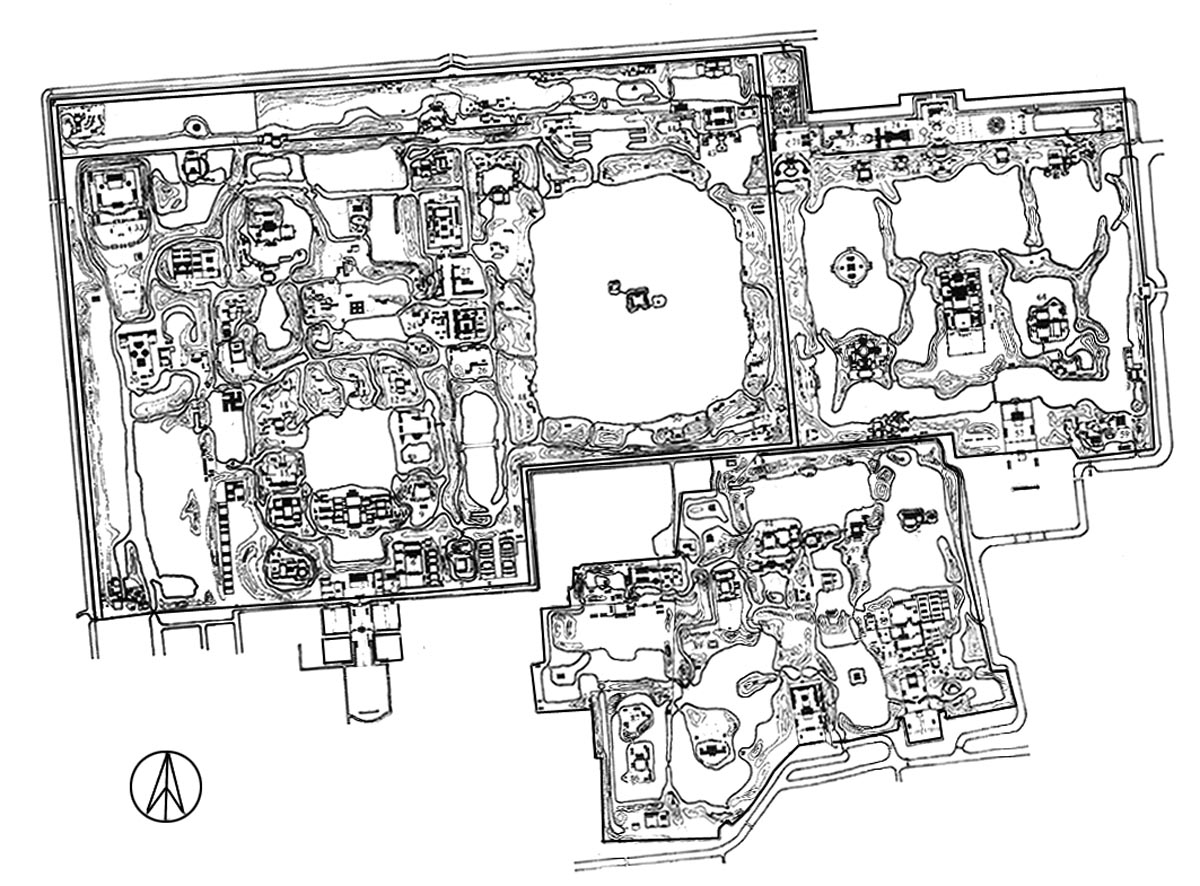
원명원의 전경

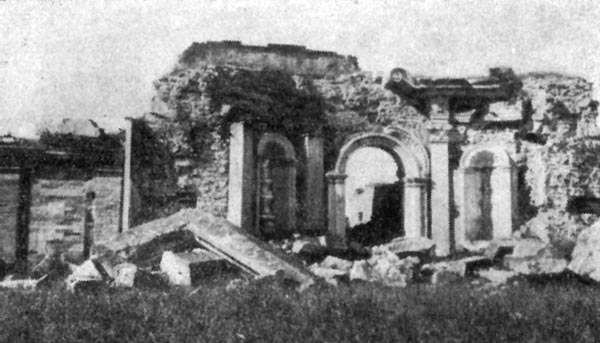
파괴된 서양관

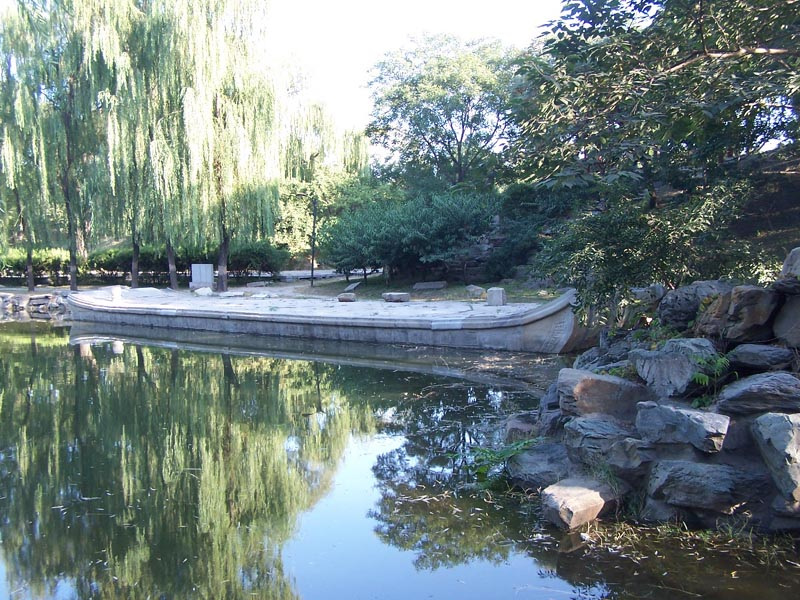
원명원의 풍경

원명원(중국어 간체자: 圆明园, 정체자: 圓明園, 병음: Yuánmíngyuán 위안밍위안[*])은 중국 청(淸)나라 때 베이징 근교에 있던 이궁(離宮)이다. 현재는 베이징시 하이뎬 구에 위치하고 있으며, 면적은 3.5km2에 이른다.

## 역사
1707년(강희 48년), 청조 4대 황제 강희제가 옹친왕 윤진에게 하사한 정원이 그 기원이 된다. 윤진이 옹정제로 즉위한 이후 1725년(옹정 3년) 여러 건물이 증축되었고, 정원도 확장되었다.
건륭제의 시대에는 원명원의 동쪽으로 〈장춘원〉(長春園), 남동으로 〈기춘원〉(綺春園)(후에 〈만춘원〉(萬春園)이라고 개칭)이 건설되었다. (이 원명원, 창춘원, 기춘원을 총칭하여, 광의의 원명원이 된다). 창춘원 북쪽에는 예수회 사도의 브노와, 카스틸리오네 등이 설계와 관계되어 분수가 설치된 서양풍의 건물이 지어졌다. 가경제의 시대에도 대규모 수축을 해 양저우로부터 최고급의 창호를 들여왔다. 그리고 〈문원각〉(文源閣)에는 사고전서(四庫全書)의 정본을 소장하였다.
그러나 1856년(함풍 6년)에 발발한 애로호 전쟁(제2차 아편전쟁) 때 베이징까지 프랑스·영국 연합군이 침입하여 철저하게 약탈당하고 파괴되어, 원명원은 폐허가 되었다. 이후 1백년 동안 문화대혁명 등에 의해 원명원은 완전한 폐허로 방치되었다.

## 복원
1984년에 유적공원 건설이 시작되어, 일부 지역을 수복하고, 정비하였다. 1988년에 전국중점문물보호단위로 지정되어 애국 교육의 상징으로서 그리고 관광 자원으로서 수많은 관광객을 모으고 있다.
현재는 폐허로 보존 또는 일부 복원의 논란을 거친 끝에 2007년 중국 당국은 2008년부터 200억 위안을 투입하여 복원 공사를 실시하는 것을 발표하였다.
2015년에는 저장 성의 지방 기업인 헝뎬(橫店) 집단이 2012년 5월에 공사를 시작해 300억 위안(약 5조2천400억 원)을 들여 저장성 둥양(東陽)시 헝뎬 진에 6천200무(畝·1무는 약 667m2) 규모로 원명신원을 조성했다. 2015년 5월 10일에 정식으로 개장했다.

## 약탈로 인한 문화재 반환
중국 정부는 최근 1860년 제2차 아편전쟁 중 프랑스와 영국 군에 약탈된 수많은 문화재 회수에 많은 공을 들이고 있다. 지금까지 〈해안당〉(海晏堂)에 있던 분수 시계에 설치된 십이지신상 중 축(丑.소상), 신(申.원숭이상), 인(寅.호랑이상) 해(亥.돼지상), 오(午.말상)는 중국 기업이 약 10억 3400만 위안으로 구입해 중국 정부에 반환했다.
2009년 2월에 〈이브 생 로랑〉이 소유하고 있던 묘(卯.토끼상)와 자(子.쥐상) 상이 프랑스 파리의 크리스티 경매에 붙여져, 중국 측은 구입을 위해 교섭에 나섰지만 무산되고, 결국 2월 25일에 동상은 각각 1,570만 유로로 민간 조직 〈해외유출문화재 환수기금〉(海外流出文化財救出基)의 고문을 자칭하는 채명초에 의해 낙찰되었지만, "돈을 지불할 생각은 없다. 중국인으로서의 애국적인 책임을 완수했을 뿐이다"라고 말하여 유찰되었다. 소유자였던 입셍 로랑의 파트너, 〈피에르 베르제〉는 중국의 인권문제와 14대 달라이 라마가 티베트에 귀환할 수 있다면 중국 정부에 동상을 인도할 수 있다는 발언을 하여 중국의 반발을 강하게 샀다.

## 같이 보기
- 백년국치